# 岩崎香
岩崎 香（いわさき かおり） は、日本の社会福祉学者、社会福祉士、精神保健福祉士。早稲田大学人間科学部教授。

## 人物・経歴
和歌山県生まれ。都留文科大学文学部卒業。佛教大学社会学部卒業。大正大学大学院人間学研究科福祉・臨床心理専攻博士課程満期退学。社会福祉士、精神保健福祉士。2009年大正大学博士（人間学）。順天堂大学スポーツ健康科学部准教授、早稲田大学人間科学部准教授を経て、早稲田大学人間科学部教授、日本精神障害者リハビリテーション学会理事、日本精神保健福祉学会理事。

## 著書
- 『福祉専門職の権利擁護機能と実践を支えるシステムに関する研究』順天堂大学 2004年
- 『人権を擁護するソーシャルワーカーの役割と機能 : 精神保健福祉領域における実践過程を通して』中央法規出版 2010年

### 編著
- 『「社会福祉」実践と研究への新たな挑戦』（共編著）新泉社 2015年
- 『障害ピアサポート : 多様な障害領域の歴史と今後の展望』中央法規出版 2019年